# Sitampiky
Sitampiky is een plaats en commune in het noordwesten van Madagaskar, behorend tot het district Ambato Boeny, dat gelegen is in de regio Boeny. Tijdens een volkstelling in 2001 telde de plaats 21.457 inwoners.
De plaats biedt naast lager onderwijs ook middelbaar onderwijs aan. 77 % van de bevolking werkt als landbouwer, 15 % houdt zich bezig met veeteelt en 5 % verdient zijn brood als visser. Het belangrijkste landbouwproduct is raffia; andere belangrijke producten zijn mais en rijst. Verder is 3% actief in de dienstensector.